# كريستا ب. ألين
كريستا ب. ألين (بالإنجليزية: Christa B. Allen) هي ممثلة أمريكية، ولدت في 11 نوفمبر 1991 في الولايات المتحدة. بدأت مشوارها المهني سنة 2004.

## أعمال

### أفلام
- (2004) 13 أصبحت 30[5][6][7]
- (2009) أشباح صديقات الماضي[8][9]
- (2009) الشباب في الثورة

### مسلسلات
- ذا سويت لايف أوف زاك أند كودي
- كوري إن ذا هاوس[10]
- ويزردز أوف ويفرلي بليس[11]

## وصلات خارجية
- كريستا ب. ألين على موقع IMDb (الإنجليزية)
- كريستا ب. ألين على موقع روتن توميتوز (الإنجليزية)
- كريستا ب. ألين على موقع ألو سيني (الفرنسية)
- كريستا ب. ألين على موقع أول موفي (الإنجليزية)
- كريستا ب. ألين على موقع قاعدة بيانات الأفلام السويدية (السويدية)
- كريستا ب. ألين على موقع إن إن دي بي (الإنجليزية)
- كريستا ب. ألين على موقع قاعدة بيانات الفيلم (الإنجليزية)
- كريستا ب. ألين على موقع كينوبويسك (الروسية)